# Wohnhaus Hafenstraße 192

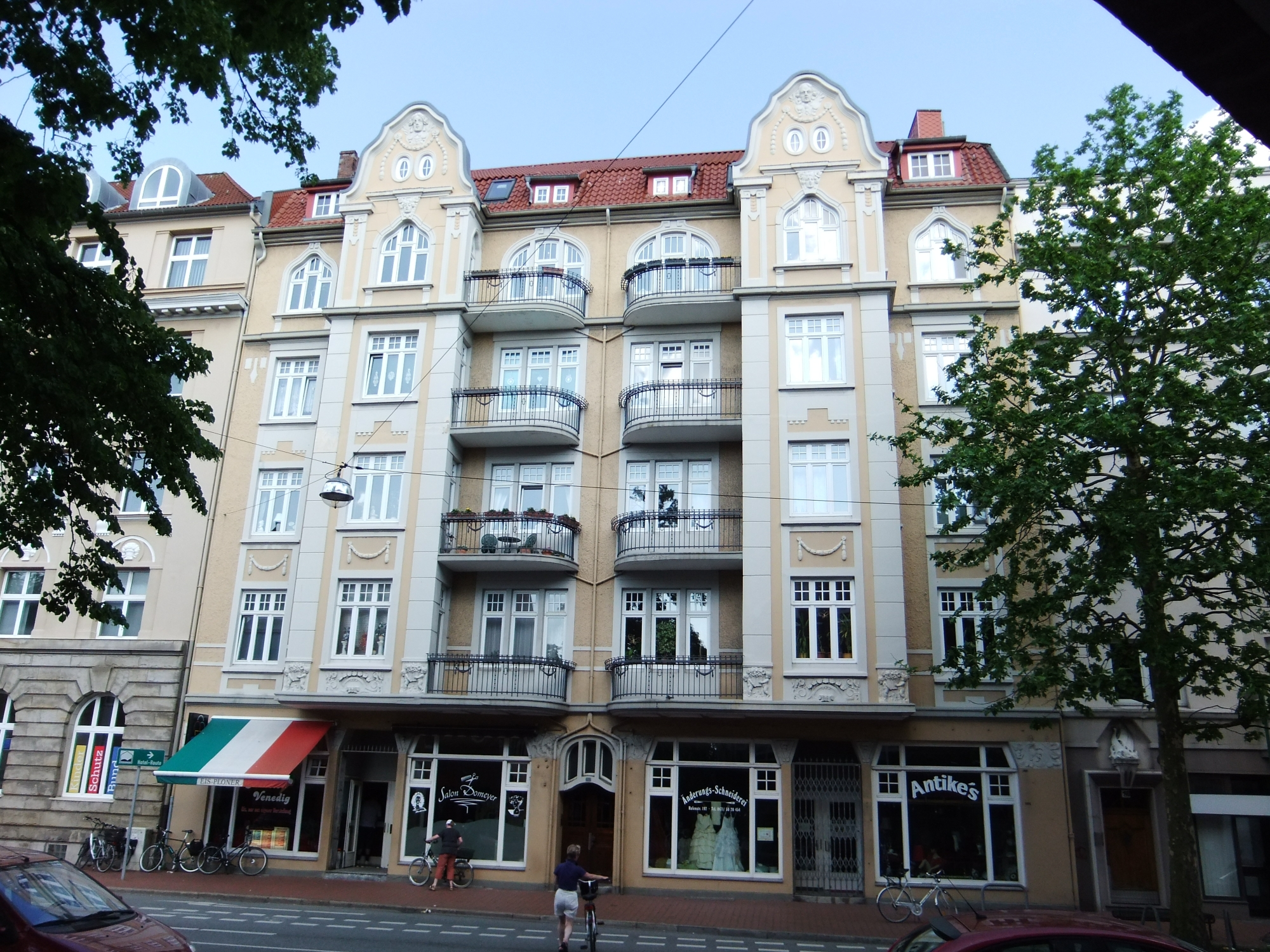
Hafenstraße 192

Das Wohnhaus Hafenstraße 192	 in Bremerhaven-Lehe, nahe der alten Lange Straße, entstand bis 1908.
Das Gebäude steht seit 1979 unter Bremer Denkmalschutz.

## Geschichte
Der Flecken Lehe erlebte nach dem Ausbau der Häfen in Alt-Bremerhaven einen rasanten Aufschwung und die Anzahl der Einwohner wuchs von 1885 bis 1910 von 10.955 auf 37.457.
Das fünfgeschossige, verputzte, neobarocke Mietshaus der Jahrhundertwende wurde nach Plänen des Leher Architekten A. Brünjes gebaut. Das Wohn- und Geschäftshaus wird markant gegliedert durch seine beiden barocken Giebelrisalite. 
In der Nachbarschaft in der Hafenstraße stehen als Nr. 153 und Nr. 199 aus derselben Zeit noch weitere denkmalgeschützte Gebäude.